# Sotto il sole della Toscana (romanzo)
Sotto il sole della Toscana è il libro autobiografico della scrittrice, poetessa statunitense Frances Mayes.

## Trama
Il romanzo tratta della decisione dell'autrice di comprare un'antica villa rurale abbandonata nei pressi di Cortona dal nome Bramasole. Da qui iniziano le sue avventure e la scoperta e la descrizione del mondo e dei paesaggi nascosti della campagna toscana.

## Adattamenti cinematografici
Il film del 2003 Sotto il sole della Toscana, diretto da Audrey Wells, è basato sul romanzo della Mayes.